# Hierão I
Hierão I ou Híeron I (em grego:  Ἱέρων;? – Catânia, 466 a.C.) foi um tirano da colónia gregas de Siracusa que governou entre 478 e 467 a.C.
Hierão era o filho mais novo de Deinomenes de Gela e irmão de Gelão I. O seu irmão começou por ser tirano de Gela, mas quando em 485 a.C. mudou-se para Siracusa nomeou Hierão como seu representante em Gela. Em 480 a.C. esteve presente com Gelão I na Batalha do Himeras onde foram derrotados os Cartaginenses que tinham invadido a Sicília; a tradição grega considera que esta batalha ocorreu no mesmo dia em que os gregos derrotaram os Persas na Batalha de Salamina.
Com a morte do seu irmão em 478 a.C. Hierão sucedeu-lhe como tirano de Siracusa. Seguiu uma política intervencionista na Magna Grécia, tendo apoiado Síbaris na sua disputa com Crotona. Também conseguiu evitar que o sogro, Anaxilas do Régio, atacasse Lócris Epicefíria. Em 474 a.C. ajudou a colónia grega de Cumas a derrotar os Etruscos numa batalha naval na baía de Nápoles que colocou um ponto final ao poderio naval etrusco. Hierão fundou uma colónia na ilha de Ísquia, frente a Cumas, que contudo não duraria muito tempo.
Na Sicília, Hierão deslocou a população jónia da cidade de Catânia para Leontinos; refundou Catânia com colonos dórios e com o novo nome de Etna, tendo nomeado o seu filho Deinomenes como governador.
Pela corte de Hierão passaram poetas e filósofos como Ésquilo, Simónides e Epicarmo. Hierão participou nos Jogos Olímpicos e nos Jogos Píticos como patrocinador das corridas de cavalos, tendo as suas vitórias sido celebradas pelos poetas Píndaro (I Ode Olímpica e I Ode Pítica) e Baquílides.
Foi sucedido pelo seu irmão Trasibulo, que foi expulso do poder depois de um ano de governo durante uma revolta dos estados da Sicília, tendo sido instalada a democracia em Siracusa. 